# Dunham Jackson
Dunham Jackson (24 juillet 1888 à Bridgewater, Massachusetts - 6 novembre 1946) est un mathématicien qui a travaillé dans la théorie de l'approximation, notamment avec les polynômes trigonométriques et orthogonaux. Il est connu pour l'inégalité de Jackson. Il reçoit le prix Chauvenet en 1935. Son livre Fourier Series and Orthogonal Polynomials (daté de 1941) est réimprimé en 2004.

## Carrière
Après avoir fréquenté l'école locale de Bridgewater, Jackson monte à Harvard en 1904 à l'âge de 16 ans pour étudier les mathématiques, obtenant son diplôme AB en 1908 et AM en 1909. Il part ensuite poursuivre ses études à Göttingen pendant deux ans avec l'aide de Harvard Fellowships. Il retourne à Harvard en 1911 en tant qu'instructeur de mathématiques et est promu professeur adjoint en 1916. Pendant la Première Guerre mondiale, il devient officier au département de l'Ordnance où il produit un livret de tables de tir pour l'artillerie. En 1919, il prend une chaire de mathématiques à l'Université du Minnesota, y restant jusqu'à sa mort.
Pendant son séjour au Minnesota, il remporte le prix Chauvenet de la Mathematical Association of America en 1935 et devient membre de l'American Physical Society en 1936.

## Vie privée
Il épouse Harriet Spratt Hulley en 1918; ils ont deux filles, Anne Hulley Jackson et Mary Eloise Jackson.